# Arturo Cronia
Arturo Cronia (ur. 13 grudnia 1896, zm. 1967 w Padwie) – włoski badacz związków włosko-polskich, slawista.
Od roku 1940 był profesorem języka i literatury serbsko-chorwackiej na uniwersytecie w Padwie. Do 1966 prowadził tam Instytut Filologii Słowiańskiej. W 1958 wydał La conoscenza del mondo slavo in Italia, w której dowodzi, że związki polsko-włoskie są (w porównaniu z innymi narodami europejskimi) znacznie wcześniejsze i ważniejsze niż ówcześnie uważano.